# Wolfgang Gaede
Wolfgang Max Paul Gaede (Bremerhaven, Imperio alemán, 25 de mayo de 1878 - Múnich, Alemania, 24 de junio de 1945) fue un físico alemán, pionero de las técnicas de vacío.

## Biografía

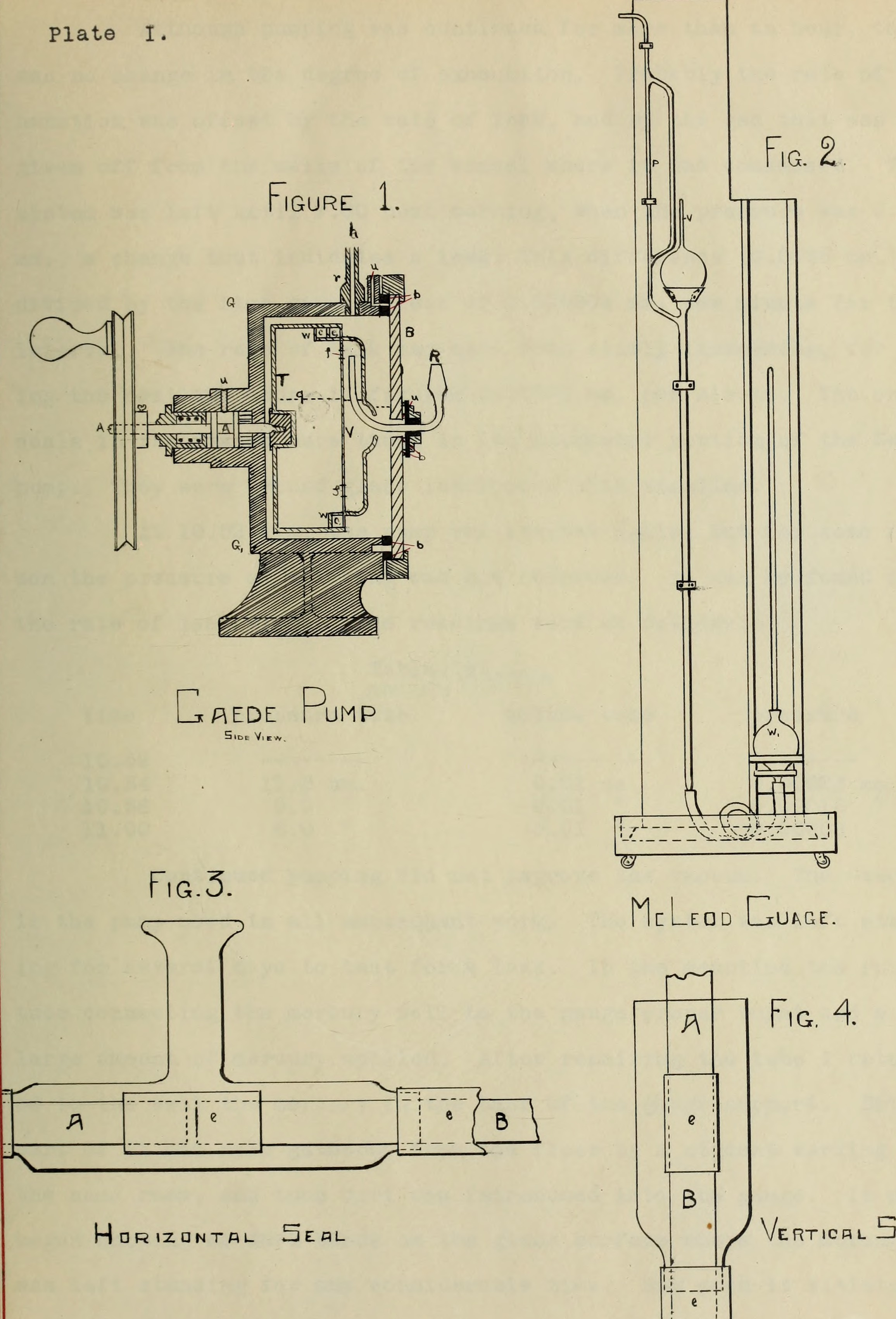
Diagrama de una bomba de Gaede.

Gaede nació en Lehe, Bremerhaven, hijo del coronel prusiano Karl Gaede y de Amalia Renf. En 1897, empezó a estudiar medicina en la Universidad de Friburgo, pero pronto cambió su campo de estudio a la física. En 1901, escribió su tesis doctoral sobre el cambio en el calor específico de los metales con la temperatura. Su investigación posterior sobre el efecto Volta en el vacío no tuvo éxito, ya que la tecnología de bombas de vacío en aquella época no permitía crear suficiente vacío para sus investigaciones. Esto llevó a Gaede a trabajar de forma más cercana con la tecnología de vacío. Inventó la bomba de mercurio rotatoria para alto vacío, que presentó a sus colegas científicos en un congreso en Merano en 1905. También en Friburgo de Brisgovia, Gaede escribió su tesis de habilitación sobre la fricción externa de los gases en 1909.
En 1913 recibió un puesto de profesor en la Universidad de Friburgo. En los siguientes seis años, inventó la bomba de transferencia de momento (bomba molecular) y la bomba de difusión. En 1919, Gaede se incorporó al Instituto Tecnológico de Karlsruhe como profesor de física experimental, donde trabajó en las siguientes áreas de investigación:
- Tecnología de vacío
- Tecnología de radio y comunicaciones
- Procesos para obtener hidrógeno y mercurio puros
- Exploración del equipamiento de protección contra rayos
- Movimiento de líquidos en un anillo hueco rotatorio

En 1930, Gaede fue elegido miembro de la Academia Alemana de Ciencias Leopoldina. En 1933/34, dos empleados denunciaron a Gaede a la Gestapo por haber llamado a los nacionalsocialistas «pueriles». Ello le obligó a retirarse, aunque las acusaciones se probaron falsas. A pesar de este incidente, le fue concedido el Werner von Siemens Ring de 1933 en 1934. También recibió varios premios de nivel internacional en los años siguientes.
Un contrato de consultoría vitalicio de 1906 con Leybold GmbH de Colonia le permitió continuar su investigación en su laboratorio privado en Karlsruhe y más tarde en Múnich. Entre otras cosas, inventió el principio de gas ballast. Gaede era titular de casi 40 patentes en Alemania, y muchas otras en el extranjero. Hubo una llamada para que volviera a la universidad en Karlsruhe tras el fin de la guerra que no llegó a recibir.
Gaede falleció en Múnich en 1945.

## Reconocimientos y memoriales
- Elliott Cresson Medal, Franklin Institute, Filadelfia, 1909.
- Duddell Medal and Prize, Physical Society of London, 1932.
- Un aula de la Universidad de Karlsruhe, nombrada en su honor en 1969.
- La calle Wolfgang-Gaede-Straße, en los terrenos de la universidad en Karlsruhe, fue nombrada en su honor en 1993.
- La calle Gaedestraße en Colonia, cercana a Oerlikon Leybold Vacuum GmbH fue también nombrada en su honor.

La Fundación GAEDE, administrada por la Sociedad Alemana de Vacío (DVG), entrega a jóvenes científicos el Premio Gaede por trabajos en las ciencias que hacen uso del vacío. Mantiene también el archivo Gaede en la sede de Leybold GmbH en Colonia.